# Хвойный (Иркутская область)
Хвойный — посёлок в Братском районе Иркутской области России. Входил в состав Тынкобского сельского поселения. С 2018 года в составе межселенной территории. Находится на правом берегу реки Оки, примерно в 104 км к юго-юго-востоку (SSE) от районного центра, города Братска.

## Население
По данным Всероссийской переписи 2010 года, постоянное население в посёлке отсутствовало.

## Улицы
Уличная сеть посёлка состоит из 5 улиц.